# Callidium chlorizans
Callidium chlorizans är en skalbaggsart som först beskrevs av Semyon Martynovich Solsky 1870.  Callidium chlorizans ingår i släktet Callidium och familjen långhorningar. Inga underarter finns listade.